# NextGen シリーズ
NextGen シリーズ（英: NextGen Series）は、2011年から2013年まで開催されていた、19歳以下の選手で構成されたヨーロッパのクラブチームによるサッカーの大陸選手権大会である。
2013年、UEFAユースリーグが新設されたことや、主催者側の資金不足を原因に大会を廃止すると発表された。

## 概要
育成年代の選手に国際舞台での経験を積ませることを目的に2011年に設立された。
2011-12シーズンは招待された16のクラブが参加し、4チームごとに4つのグループに分かれてグループステージが行われた。グループステージではホーム＆アウェー形式で総当たり戦を行い、上位2チームが決勝トーナメントに進出。準決勝はグループ1位のチームのホームで開催され、決勝戦は3月25日にロンドンのマッチルーム・スタジアム（レイトン・オリエントFCの本拠地）で行われた。決勝はインテルとアヤックスの対戦となり、延長を含めた120分間で決着がつかず、PK戦の末にインテルが優勝した。
2012-13シーズンは24のクラブが参加し、6つのグループに分かれてグループステージが行われる。各グループの上位2チームと、3位のチームのうち勝ち点が多い4チームの計16チームで決勝トーナメントが争われた。

## 参加クラブ
第一回大会には大会運営委員会によって選ばれた16の一流クラブのユースチームが招待された。 2011-12シーズンの参加クラブは以下の通り。
| - アストン・ヴィラ - リヴァプール - マンチェスター・シティ - トッテナム・ホットスパー | - VfLヴォルフスブルク - インテル - オリンピック・マルセイユ - アヤックス | - PSVアイントホーフェン - モルデFK - ローゼンボリ - スポルティングCP | - セルティック - バルセロナ - FCバーゼル - フェネルバフチェ |  |

第2回となる2012-13シーズンは、第1回大会の15チーム（FCバーゼルのみ不参加）に新たに以下の9クラブが加わり、計24チームで行われる。
| - アーセナル - チェルシー - パリ・サンジェルマン | - アンデルレヒト - CSKAモスクワ | - アスレティック・ビルバオ - ユヴェントス | - ボルシア・ドルトムント - オリンピアコス |  |

## ルール
- 各チームの出場登録選手は18名以下に制限される。
- 出場選手は原則として18歳以下ではなければならない。例外として、各チーム3名まで19歳の選手を登録することができるが、同時にピッチに立てるのは2名まで。
- その他のルールは国際サッカー評議会の定めるサッカー競技規則に従う。

## 優勝クラブ
| クラブ           | 優勝回数 | 優勝年度 |
| ---------------- | -------- | -------- |
| インテル         | 1        | 2012年   |
| アストン・ヴィラ | 1        | 2013年   |